# Dukegat

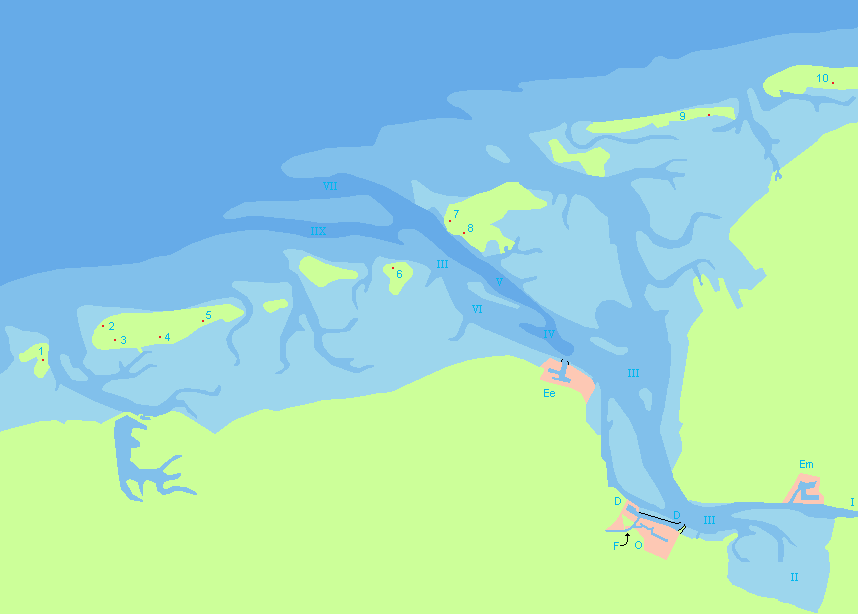
Karte des Ems-Ästuars; das Dukegat ist mit IV bezeichnet

Das Dukegat (nl. Doekegat) ist eine Strömungsrinne im Ems-Dollart-Ästuar nördlich von Eemshaven an der Grenze zwischen den Niederlanden und Deutschland. Es ist Teil der Westerems und führt vom Ostfriesischen Gatje zum Randzelgat. Seit 1972 führt das Hauptfahrwasser durch das Dukegat. Die Länge dieses Fahrwasserabschnittes beträgt 12 Kilometer.
Koordinaten: 53° 30′ 0″ N, 6° 54′ 0″ O